# Culicoides covagarciai
Culicoides covagarciai är en tvåvingeart som beskrevs av Ortiz 1950. Culicoides covagarciai ingår i släktet Culicoides och familjen svidknott. Inga underarter finns listade i Catalogue of Life.